# Discografia dei Damned
Discografia dei The Damned.

## Album in studio
- 1977 - Damned Damned Damned
- 1977 - Music for Pleasure
- 1979 - Machine Gun Etiquette
- 1980 - The Black Album
- 1982 - Strawberries
- 1985 - Phantasmagoria
- 1986 - Anything
- 1995 - Not of This Earth
- 2001 - Grave Disorder
- 2008 - So, Who's Paranoid?
- 2018 - Evil Spirits
- 2023 - Darkadelic

## EP
- 1981 - Friday 13th EP

## Album dal vivo
- 1982 - Live Shepperton 1980
- 1983 - Live at Newcastle
- 1986 - The Captain's Birthday Party
- 1986 - Not the Captain's Birthday Party?
- 1987 - Mindless Directionless Energy
- 1989 - Final Damnation
- 1991 - The Damned Live
- 1992 - Ballroom Blitz - Live at the Lyceum
- 1993 - The School Bullies
- 1997 - Fiendish Shadows
- 1999 - Eternal Damnation Live
- 1999 - Molten Lager

## Compilation
- 1981 - The Best of the Damned
- 1986 - Damned But Not Forgotten
- 1986 - Lively Arts
- 1987 - Light at the End of the Tunnel
- 1988 - The Best of Vol 1 1/2 - Long Lost Weekend
- 1990 - The Collection
- 1990 - Chiswick Singles
- 1990 - Live
- 1991 - Alternative Chartbusters
- 1992 - Totally Damned
- 1992 - The MCA Singles A+Bs
- 1992 - Damned Busters
- 1992 - Skip Off School to See The Damned (The Stiff Singles A's & B's)
- 1993 - Tales From The Damned
- 1993 - Sessions of The Damned
- 1994 - Eternally Damned - The Very Best of The Damned
- 1995 - From the Beginning
- 1995 - Noise
- 1996 - The Radio One Sessions
- 1996 - Neat Neat Neat
- 1997 - Testify
- 1997 - The Chaos Years
- 1997 - Born to Kill
- 1999 - Super Best of The Damned
- 1999 - Boxed Set 1
- 1999 - Boxed Set 2
- 1999 - Marvellous
- 2000 - The Pleasure and the Pain: Selected Highlights 1982-1991
- 2001 - Live Anthology
- 2002 - Smash It Up - The Anthology 1976 - 1987
- 2003 - The Stiff Singles 1976-1977
- 2004 - Punk Generation - Best of Oddities & Versions
- 2004 - Neat Neat Neat - The Alternative Anthology
- 2005 - Play It at Your Sister
- 2024 - Shadowed Tales from Mulhouse

## Singoli
- 1976 - New Rose (ristampato nel 1986)
- 1977 - Neat Neat Neat
- 1977 - Stretcher Case Baby
- 1977 - Problem Child
- 1977 - Don't Cry Wolf
- 1979 - Love Song
- 1979 - Smash It Up
- 1979 - I Just Can't Be Happy Today
- 1980 - White Rabbit
- 1980 - The History of the World Part 1
- 1980 - There Ain't No Sanity Clause
- 1981 - Dr Jekyll & Mr Hyde
- 1982 - Wait for the Blackout[1]
- 1982 - Lovely Money
- 1982 - Dozen Girls
- 1982 - Lively Arts [1]
- 1982 - Generals
- 1984 - Thanks for the Night
- 1985 - Grimly Fiendish
- 1985 - The Shadow of Love
- 1985 - Is It a Dream?
- 1986 - Eloise
- 1986 - Anything
- 1987 - Gigolo
- 1987 - Alone Again Or
- 1987 - In Dulce Decorum
- 1991 - Fun Factory[2]
- 1991 - Prokofiev
- 1996 - Shut It
- 2005 - Little Miss Disaster

## Apparizioni in compilation
- 2001 - Punkzilla
- 2002 - Warped Tour 2002 Tour Compilation